# Leonel Roldán
Leonel David Roldán (Buenos Aires, 10 ottobre 2004) è un calciatore argentino, centrocampista del Vélez Sarsfield.

## Carriera
Roldán è cresciuto nel settore giovanile del Vélez Sarsfield, con cui ha firmato il primo contratto professionistico il 18 luglio 2023. Ha debuttato in prima squadra il 21 luglio 2024 nell'incontro di Primera División vinto 3-0 contro il Talleres (C).

## Statistiche

### Presenze e reti nei club
Statistiche aggiornate al 15 maggio 2025.
| Stagione        | Squadra         | Campionato      | Campionato | Campionato | Coppe nazionali | Coppe nazionali | Coppe nazionali | Coppe continentali | Coppe continentali | Coppe continentali | Altre coppe | Altre coppe | Altre coppe | Totale | Totale | Totale |
| Stagione        | Squadra         | Comp            | Pres       | Reti       | Comp            | Pres            | Reti            | Comp               | Pres               | Reti               | Comp        | Pres        | Reti        | Pres   | Reti   |        |
| --------------- | --------------- | --------------- | ---------- | ---------- | --------------- | --------------- | --------------- | ------------------ | ------------------ | ------------------ | ----------- | ----------- | ----------- | ------ | ------ | ------ |
| 2024            | Vélez Sarsfield | PD              | 6          | 0          | CA+CdL          | 0               | 0               | -                  | -                  | -                  | TC          | 0           | 0           | 6      | 0      |        |
| 2025            | Vélez Sarsfield | PD              | 4          | 0          | CA              | 1               | 0               | CL                 | 1                  | 0                  | SA          | 0           | 0           | 6      | 0      |        |
| Totale carriera | Totale carriera | Totale carriera | 10         | 0          |                 | 1               | 0               |                    | 1                  | 0                  |             | 0           | 0           | 12     | 0      |        |

## Palmarès
- Campionato argentino: 1

Vélez Sarsfield: 2024
- Supercopa Internacional: 1

Vélez Sarsfield: 2024